# Pristurus gasperetti
Pristurus gasperetti är en ödleart som beskrevs av  Arnold 1986. Pristurus gasperetti ingår i släktet Pristurus och familjen geckoödlor.

## Underarter
Arten delas in i följande underarter:
- P. g. gallagheri
- P. g. gasperetti